# 戦え!オスパー
『戦え!オスパー』（たたかえ!オスパー）は、少年画報社『週刊少年キング』に連載されていた山野浩一原作、伊奈たかし画の漫画作品、および山野が脚本を担当したテレビアニメである。

## ストーリー
太古の昔、超古代文明を築きながら突然水没したムー大陸。大陸住人の生き残りたちは、海底に築いたドーム内で暮らし始めた。そして長い年月の末、ムー人たちは超能力者となった。
時は現代。ムーのドームでは最高の超能力者を決めるべく、年に1度の戦いが行われていた。一人は正義感の強い少年・オスパー。もう一人は乱暴者の少年・ドロメ。戦いはオスパーの勝ちとなった。敗れたドロメは腹いせにドームを破壊し、海上へ脱出。オスパーもドロメの後を追い、地上世界へと出た。そこでオスパーはユミという一人の美少女と出会う。国際十字警察・海津長官の娘である彼女の勧めにより、オスパーは国際十字警察のメンバーとして働くこととなった。
やがて起きる怪事件。だがそれは、それまでには無い大規模なものだった。それもそのはず、これら一連の事件には全てドロメが関わっていたのだ。オスパーはドロメと戦う一方でこれらの事件を解決するも、ドロメには逃げられてしまう。
やがて追い詰められたドロメは、地球を破壊する最終兵器を発動させると、その場所を賭けてオスパーと最後の戦いをする。激しい戦いの末勝利したオスパーに、ドロメは「今までの悪事は、全て自分に勝てなかった僻みからだ」と負けを認め、最終兵器の場所を教える。最終兵器の作動を停止させたオスパーは全てを許し、2人は海底のムーへ帰っていった。置手紙でオスパーの帰還を知った海津長官はユミたちにそれを伝えると、海を見て呟いた。「今度逢う時は、普通の人間でありたい」と……。

## 登場人物
「声」はテレビアニメ版での担当声優。
オスパー
声 - 山本圭子
本作の主人公であるムーの超能力者。ドロメを追って海底世界からやって来た。ユミの勧めで国際十字警察のメンバーとなり、5種類の超能力を駆使してドロメや地球の悪と戦う。テレポーテーション（瞬間移動）を得意とする。
ドロメ
声 - 阿部良
本作の敵役。オスパー並の超能力の持ち主だが、大の乱暴者にして野心家。オスパーとの戦いに敗れた腹いせにムーのドームを破壊・脱出し、地球の悪に加勢する。テレキネシス（念力）を得意とする。
海津 ユミ（かいづ ユミ）
声 - 珠めぐみ
本作のヒロイン。地上に出たオスパーと知り合い、父である海津長官率いる国際十字警察にオスパーの入隊を勧めた。オスパーの最大の理解者である美少女。
海津長官（かいづちょうかん）
声 - 家弓家正
ユミの父にして国際十字警察の長官。
ロバート
声 - 奥原晃
国際十字警察の一人。

## テレビアニメ版

### 概要
1965年12月14日から1967年10月31日まで日本テレビで放送。このうち1966年12月13日 - 1967年10月31日放送分は、それまでに放送してきた内容の再放送である。全52話。
1965年12月28日までは毎週火曜 18:15 - 18:45 （日本標準時）に放送されていたが、1966年1月4日からは毎週火曜 18:00 - 18:30 の放送となった。また、本放送前期には特定のスポンサー無しで放送のPT番組となっていたが、本放送後期には協同乳業の一社提供で放送されていた。再放送も途中までは協同乳業の一社提供であったが、後に化粧品メーカーであるウテナの一社提供となった。
本作は、日本テレビがシリーズ放送をした初の国産テレビアニメである。しかしながらビデオソフト化されたことはこれまでに一度もなく、回顧番組で取り上げられることもほとんどない。また、日本テレビとともに番組製作を担当した日本放送映画もその後身である日本テレビ動画も既に解散しており、フィルム全話分の保存状況も不明である。
そのため長年にわたり、ハミングバードから発売された『マニア愛蔵版 懐かし〜いTVアニメテーマコレクション』（規格 - VHS・LD）に収録されているオープニング映像が唯一視聴可能な映像資料となっていた。
2019年8月、日本放送映画の親会社である国映の試写室で倉庫の整理が行われた際、「戦え！オスパー 毒蛾の大群 初号」という箱に入った24分ほどのフィルムが見つかった。このフィルムは第41話「毒蛾におそわれた町」（1966年9月20日）とみられており、発見した時点ではフィルムの劣化が進んでいた。
それから数年後の2022年4月、利用者からの要望を受け、フィルムの修復ならびにデジタル化が行われることが決まり、国映の代表である矢元一臣によってクラウドファンディングが行われた。

### スタッフ
- 製作 - 岡本光輝、矢元照雄
- プロデューサー - 新倉雅美
- 演出 - 新倉雅美、岡迫亘弘、正延宏三、富野喜幸、池羽厚生、浅野良一 他
- 作画 - 村野守美、菊地城二、池野文雄、岡迫亘弘、木下敏雄、鳥居一義、秋山勇二、熊野基雄、池羽厚生、柳田朝彦、長野美子
- 背景 - 中野良子
- 仕上 - 渡辺恭通
- 検査 - 松本とし子
- 脚本 - 山野浩一、永島輝 他
- 音楽 - 冨田勲
- オーディオ演出 - 岸野良一
- 効果 - 小野田志朗
- ミキサー - 木村哲夫
- 録音 - 東京テレビセンター
- 制作 - 日本テレビ、日本放送映画KK

### 主題歌
オープニングテーマ「戦え！オスパー」
作詞 - 寺山修司 / 作曲 - 冨田勲 / 歌 - 山田太郎
エンディングテーマ「ユミのうた」
作詞 - 寺山修司 / 作曲 - 冨田勲 / 歌 - 東山明美
山田と東山の所属するクラウンレコード（現・日本クラウン）から、上記2曲を収めたEPレコードが発売された。他に朝日ソノラマなどからも上記2曲を収めたソノシートが複数発売されたが、これらは川原たけしや川路英夫など別の歌手によるカバーバージョンとなっている。
1992年2月21日に日本クラウンから発売されたコンピレーション・アルバム『珍品堂〜ほっ！あの人がこんな歌を…』には、山田が歌唱した「戦え！オスパー」が収録されている。また、2004年9月29日に同社から発売された『青春のかけら〜テレビまんがコレクション』には、山田版の「戦え！オスパー」と東山版の「ユミのうた」が収録されている。

### 各話リスト
| 話数 | サブタイトル             | 放送日          |
| ---- | ------------------------ | --------------- |
| 1    | 海から来たふたりの少年   | 1965年 12月14日 |
| 2    | 予言者サラバード         |                 |
| 3    | 超能力馬ペガサス         |                 |
| 4    | カシムがぼくを呼んでいる |                 |
| 5    | ゆうれい戦艦             |                 |
| 6    | やみに光る顔             |                 |
| 7    | 火の鳥                   |                 |
| 8    | 砂漠の王子               |                 |
| 9    | 毒人間7号                |                 |
| 10   | かなしい兄弟             |                 |
| 11   | ユミのしあわせ           |                 |
| 12   | 悪人の多い街             |                 |
| 13   | 血をすうタネ             |                 |
| 14   | アベックロボット         |                 |
| 15   | 地獄の門                 |                 |
| 16   | 悪夢のたたかい           |                 |
| 17   | サイボーグ・ヒデ         |                 |
| 18   | まだらの犬               |                 |
| 19   | ねむりばばあ             |                 |
| 20   | へびと円ばん             |                 |
| 21   | 牧場の秘密               |                 |
| 22   | サーカスの怪人           |                 |
| 23   | インドの戦い             |                 |
| 24   | 大きな顔                 |                 |
| 25   | 地球のかがやき           |                 |
| 26   | 大レース                 |                 |
| 27   | 秘密地下要塞             |                 |
| 28   | 追跡5000キロ             |                 |
| 29   | 氷獣ゴド                 |                 |
| 30   | 黒い手                   |                 |
| 31   | 火の玉小僧               |                 |
| 32   | 10億ドルの宝             |                 |
| 33   | 石の町                   |                 |
| 34   | ジャングルの支配者       |                 |
| 35   | グレコの反乱             |                 |
| 36   | 人魚のなみだ             |                 |
| 37   | よみがえった怪人         |                 |
| 38   | 海底にねむる人           |                 |
| 39   | マンガよ永遠に           |                 |
| 40   | 恐怖の城                 |                 |
| 41   | 毒蛾におそわれた町       |                 |
| 42   | 植物人間                 |                 |
| 43   | 大海戦                   |                 |
| 44   | 洞窟の怪獣               |                 |
| 45   | まぼろしの都市           |                 |
| 46   | ドロメつかまる           |                 |
| 47   | 恐竜の島                 |                 |
| 48   | ライオン博士の第2の城    |                 |
| 49   | 踊る魔神                 |                 |
| 50   | 赤んぼうの世界           |                 |
| 51   | 魔の山                   |                 |
| 52   | ドロメのさいごの戦い     | 1966年 12月6日  |

### 放送局
- 日本テレビ：火曜 18:15 - 18:45 → 火曜 18:00 - 18:30
- 札幌テレビ：木曜 18:15 - 18:45[10]
- 仙台放送：日曜 10:00 - 10:30[11]
- 福島テレビ：日曜 8:00 - 8:30[12]
- RKB毎日放送：日曜10:30 - 11:00(1966年4月3日放送開始)[13]